# Orla (herb szlachecki)
Orla albo Saszor (Mściug, Opala, Opola, Saszor lub Szaszor, Zapale) – polski herb szlachecki.

## Opis herbu
W srebrnym polu orla czerwony (bez głowy), o złotym uzbrojeniu, nad którym złota gwiazda (istnieją inne odmiany). W klejnocie pięć piór strusich.
Labry zdobiące herb czerwone, podbite srebrem.

## Najwcześniejsze wzmianki
Udokumentowany jest na terenie Polski (w Wielkopolsce) w 1340 i 1343 r. Pieczęć Andrzeja Koszanowa – kasztelana poznańskiego, z 1340 i 1343 roku, jest wspominana u Piekosińskiego

## Herbowni
Bardzki, Bergman, Bukowski, Chobieniecki, Chynka, Giełbowski, Gierałtowski (Geraltowski lub Geroltowsky) potomkowie z Domu Saszowski[ch] h. Saszor, Gierejewski, Gorajski, Grabowski, Jorogniewski, Kembłowski h. Opala, Kielbowski, Lgocki (Ligocki), Olszewski, Orłowski, Ośnicki, Pacewicz, Palczewski (Palczowski) potomkowie z Domu Saszowski[ch] h. Saszor, Mazowsze, Przetocki, Ptaczyński,  Puciłowscy, Rogowski, Salmonowicz, Saszowski (Szaszowski, Szaszewski, Szassowski, Ssassowski, Sasowski lub Schaschowsky) h. Saszor, Wielamowski, Wilamowski, Wojenko, Załoga, Zapałowski, Ziemborowski.

### Znani herbowni
- Jan Palczowski – ziemianin
- Jakub Saszowski z Gierałtowic – Burgrabia krakowski[9]
- Zygmunt Saszowski – Burgrabia krakowski[10]
- Krzysztof Palczowski – pisarz ziemski
- Paweł Palczowski – dworzanin króla Zygmunta III Wazy